# Mehlbruch
Mehlbruch ist ein Ortsteil Reusraths und Reusrath ein Stadtteil der Stadt Langenfeld (Rheinland).

## Geografie
Mehlbruch liegt im Südsüdwesten der Stadt Langenfeld und grenzt nördlich an Leverkusens Stadtteil Rheindorf an. Mit Rheindorf ist Mehlbruch über die Rheindorfer Straße durch eine Unterführung unter der Bahnstrecke Köln-Düsseldorf verbunden. Richtung Norden, hinter der Rheinstraße, die nach Neurath führt, liegt der ebenfalls zu Reurath gehörende und über die Rheindorfer Straße erschlossene Ortsteil Gieslenberg. Mit zum Ortsteil, der auf der rechts des Rheins gelegenen Niederterrasse liegt, gehören Teile der Weststraße, der Rennstraße und der Grunewaldstraße. Letztere verbindet Mehlbruch mit dem östlich gelegenen Reusrath. Der Ortsteil Mehlbruch selbst ist durch die Niederstraße sowie die Straße Am Wadenpohl erschlossen. Wenn nicht bereits in Reusrath an der Rennstraße zurückgehalten, wird ein nur gelegentlich Wasser führender Bach "Am Wadenpohl" versickert.

## Etymologie
Nach Auffassung des Namenforschers Hans Bahlow stammt ist der Namensbestandteil Mehl keltischen Ursprungs und durch nachfolgende Siedler und deren Wort Broich zu Mehlbruch zusammengesetzt worden. Mehl deute nach Bahlow auf eine feuchte Stelle hin.

## Geschichte
Die relative Nähe zum Neuburger Hof/Rosendahlsberg in nur etwa einem Kilometer Entfernung lässt den Schluss zu, dass auch Mehlbruch seit der Steinzeit Menschen gesehen hat. Weitere Bodenfunde am Neuburger Hof lassen zudem vermuten, dass auch dieses Gebiet während der Bronze- und der Eisenzeit (Hallstatt-  und La-Tène-Zeit) nicht unbesiedelt war. Unter Berücksichtigung des Namensbestandteils Mehl und der Deutung Bahlows könnte Mehlbruch ja auch keltische Ursprünge haben. Dennoch tritt Mehlbruch als "Ailbroich" erst mit seiner frühesten urkundlichen Erwähnung im Jahre 1364 in die bekannte Geschichte ein. Im Jahre 1816 dann werden für Mehlbruch, das sich mutmaßlich aus einem ursprünglich einzelnen Gehöft entwickelte, bereits 99 Einwohner festgehalten.

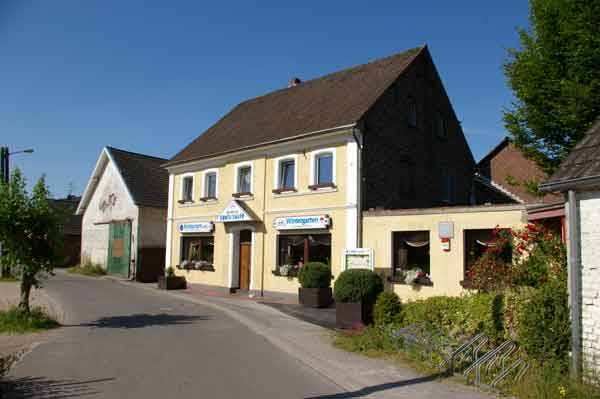
Letzte Gastronomie: Haus Mehlbruch
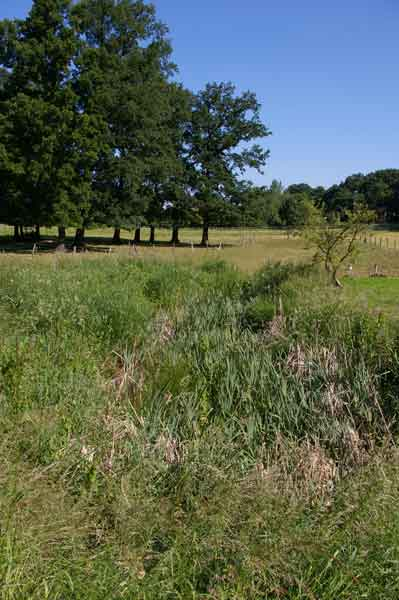
Bachversickerung „Am Wadenpohl“
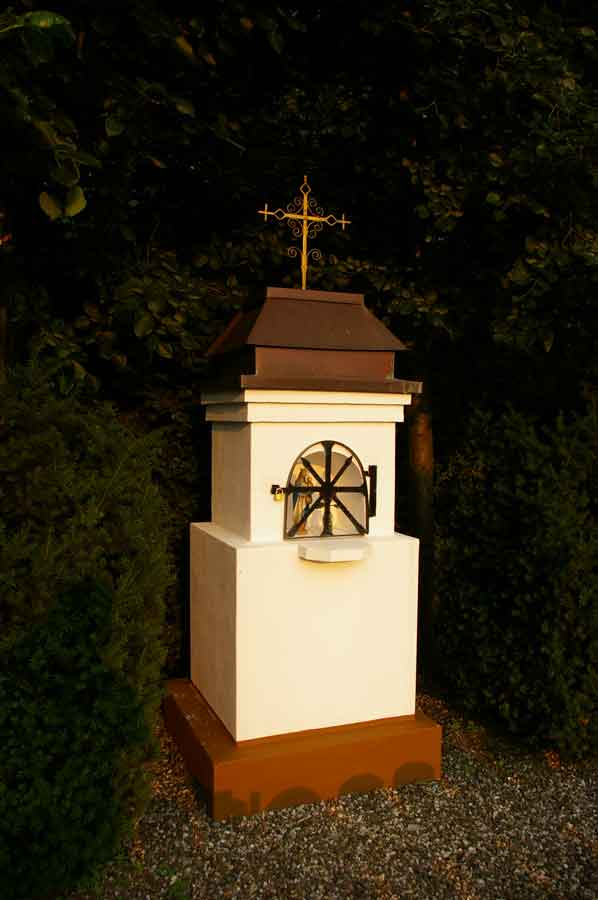
Wegestock in Mehlbruch, Rheindorfer Straße

## Baudenkmal Wegestock
Der Wegestock (Mehlbruch) liegt an der Grünewaldstraße/Ecke Rheindorfer Straße in Mehlbruch.
Unter der Nummer B 049 in der Denkmalliste, Az: 514-41-19.7 wird in der Gemarkung Reusrath, Flur 4, Flurstück 252 der abgebildete Wegestock an der Grünewaldstraße geführt. Der Wegestock wurde kürzlich renoviert. Das Jahr der Aufstellung ist nicht mehr bekannt. Die Denkmalakte weist zu ihm nur lapidar aus: "Wegestock, zweistöckig, 19. Jahrhundert, Eisengitter und Holzfigur 20. Jahrhundert".

## Mehlbruch heute
Zum Vergleich: Heute wohnen etwa 250 Personen in Mehlbruch. Betrieben werden einige Bauernhöfe, ein gastronomischer Betrieb sowie eine Pferdewirtschaft (Stand 2009). Die günstige Lage zwischen Düsseldorf und Köln sowie die Lage im Grünen machen Mehlbruch zu einer interessanten Wohngegend. Allerdings ist die Anbindung an das öffentliche Verkehrsnetz verbesserungswürdig. Die Nähe zu Feld und Wald genießen viele Spaziergänger und Fahrradfahrer und weisen damit den hohen Naherholungswert des Ortsteils für Langenfeld und Leverkusen aus.